# 希尔伯特第二十问题
希尔伯特第二十问题，是数学家大卫·希尔伯特在1900年国际数学家大会上提出的23个问题中的第20题。
问题是问，是否所有的边值问题都有解（即，是否有确定边界条件的变分问题都有解）。对于这一问题的研究在20世纪取得了迅速地进展，也推动了椭圆型微分方程理论的发展。